# Operazione Volpe d'argento
Operazione Volpe d'argento (Unternehmen Silberfuchs in tedesco) è il nome in codice del piano di attacco tedesco per la conquista del porto di Murmansk, nell'ambito del più vasto piano di attacco all'Unione Sovietica (operazione Barbarossa). Concepito inizialmente senza tenere conto di un eventuale intervento della Finlandia, a seguito della decisione di questa nazione di partecipare all'attacco all'Unione Sovietica, il piano venne rivisto e sdoppiato nelle operazioni "Platinfuchs" e "Polarfuchs".

## Il piano
Dal punto di vista militare, il porto di Murmansk rivestiva (e riveste tuttora) una notevole importanza strategica per l'Unione Sovietica: sgombro dai ghiacci per quasi tutto l'anno, il porto era collegato alle città di Mosca e Leningrado da una lunga ferrovia. A seguito dell'occupazione della Norvegia, i tedeschi si trovarono in posizione ideale per lanciare un attacco contro il porto, pertanto la sua conquista venne contemplata durante la preparazione del piano di attacco all'Unione Sovietica.
Un abbozzo di piano, l'operazione Rentier ("Renna"), era già stato tracciato subito dopo la guerra d'inverno tra Unione Sovietica e Finlandia: in caso di nuova guerra tra le due nazioni, due divisioni da montagna tedesche avrebbero dovuto attraversare il confine tra Norvegia e Finlandia ed occupare la regione di Petsamo (ed in particolare le sue miniere di nichel), per evitare che fosse occupata dai sovietici. Il piano venne rivisto e ampliato dallo Stato maggiore del generale Nikolaus von Falkenhorst (comandante delle truppe di occupazione tedesche in Norvegia), dando luogo all'operazione Silberfuchs: mentre le truppe alpine occupavano Petsamo, altre due divisioni avrebbero dovuto muovere da Salla ed interrompere la ferrovia che univa Murmansk a Mosca conquistando la città di Kandalakša, per poi muovere verso il porto con un attacco a tenaglia.
Inizialmente, il piano non teneva in conto di un intervento attivo da parte dei finlandesi; tuttavia, l'ottimo comportamento delle truppe finlandesi nel recente conflitto con i sovietici, unito al desiderio del governo di Helsinki di recuperare i territori perduti, spinsero Hitler ad offrire un patto di alleanza alla Finlandia, patto che venne accettato. L'inclusione delle truppe finlandesi nel dispositivo offensivo spinse von Falkenhorst a rivedere nuovamente il piano. L'operazione Silberfuchs venne divisa in due parti, da attuare contemporaneamente: il Corpo da Montagna "Norvegia" del generale Eduard Dietl (composto dalla 2ª e 3ª Divisione da montagna tedesca, una compagnia di panzer, un battaglione di genieri, mezzo battaglione di artiglieria contraerea e un battaglione di Nebelwerfer per un totale di 27 500 uomini) avrebbe messo in atto l'operazione Platinfuchs ("Volpe di platino"), consistente in un attacco frontale verso Murmansk a partire da Petsamo, mentre il XXXVI Corpo d'armata tedesco del generale Hans Feige (composto dalla 169ª Divisione fanteria, dalla Divisione SS "Nord", da due battaglioni di panzer, due di artiglieria motorizzata, due del genio e mezzo battaglione di artiglieria contraerea per un totale di 32 000 uomini) avrebbe attuato l'operazione Polarfuchs ("Volpe Polare"), un attacco contro Kandalakša per isolare Murmansk dal sud; il III Corpo d'Armata finlandese del generale Hjalmar Siilasvuo (costituito dalla 3ª e 6ª Divisione fanteria) avrebbe collaborato a "Polarfuchs" con un attacco sulla destra del XXXVI Corpo, mentre forze di minor conto erano schierate in appoggio a Dietl (il grosso dello sforzo finlandese era diretto più a sud, in Carelia).
La Luftwaffe avrebbe fornito appoggio aereo con una sessantina di bombardieri in picchiata Ju 87 Stuka, venti caccia, venti bombardieri e una decina di ricognitori, equamente divisi tra le due ali dell'attacco. Il generale Dietl protestò per la decisione di condurre entrambe le operazioni contemporaneamente (fatto che a suo dire avrebbe dissipato le poche forze disponibili), ed espresse preoccupazioni per la pessima situazione logistica (i rifornimenti per il suo Corpo dovevano arrivare via mare fino a Narvik e da qui proseguire per Petsamo via terra, su strade strette ed in pessime condizioni), ma le sue rimostranze vennero accantonate.
Le forze sovietiche schierate nella zona, riunite nella 14ª Armata indipendente del generale Valerian Frolov, erano piuttosto esigue: a difesa di Murmansk vi erano due divisioni di fanteria (la 14ª e 52ª Divisione fucilieri) e una divisione di miliziani locali (la Divisione Polyarnyy), mentre contrapposte al XXXVI Corpo tedesco vi erano la 122ª Divisione fucilieri e la 1ª Divisione corazzata (con 50 carri armati), con la 104ª Divisione fucilieri schierata in posizione più arretrata. In appoggio a queste forze vi era la 1ª Divisione aerea mista (con a disposizione 49 bombardieri, 139 caccia e 44 idrovolanti, ma incaricata di coprire un fronte che andava da Murmansk alla Carelia) e le navi della Flotta del Nord (sotto l'ammiraglio di divisione Golovko); anche la Royal Navy britannica fornì appoggio ai suoi alleati sovietici, compiendo incursioni contro il traffico navale tedesco e attacchi aerei su Kirkenes e Petsamo.

## L'operazione Platinfuchs

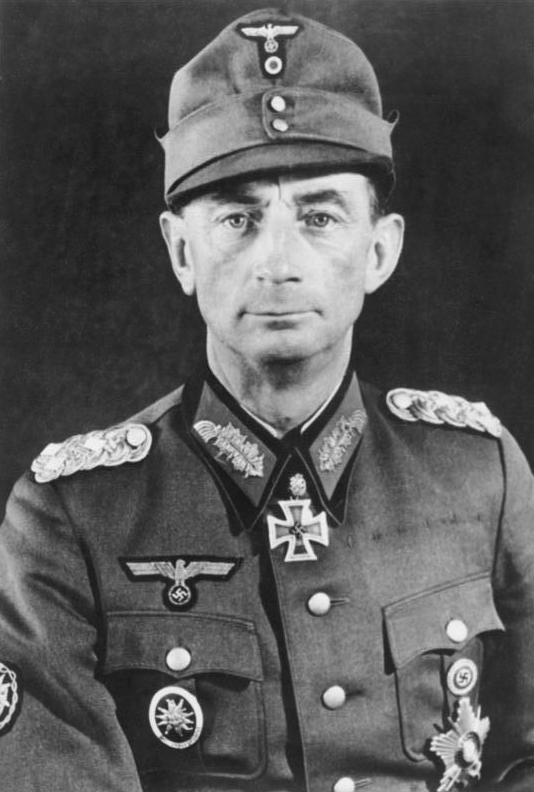
Eduard Dietl, comandante del Corpo da Montagna Norvegia

Il 22 giugno 1941 iniziò l'attacco tedesco contro l'Unione Sovietica; subito Dietl diede avvio all'operazione Rentier, trasferendo il Corpo da Montagna "Norvegia" da Kirkenes a Petsamo. Il 25 giugno la Finlandia dichiarò guerra all'Unione Sovietica, e il 29 giugno Dietl diede avvio al suo attacco contro Murmansk. Il giorno successivo, la 3ª Divisione da montagna, con l'appoggio dei panzer, attraversò il fiume Titovka aggirando le posizioni della 14ª Divisione fucilieri sovietica, che immediatamente si ritirò. Il terreno impervio e la pessima rete stradale rallentarono notevolmente l'avanzata tedesca, che raggiunse la successiva linea di difesa sovietica lungo il fiume Litsa il 6 luglio. Tra il 7 e l'8 luglio i tedeschi tentarono di attraversare il Litsa, ma vennero respinti dai sovietici, mentre le navi della Flotta del Nord sbarcavano truppe alle spalle dei tedeschi. Dietl sospese l'avanzata per far fronte alla nuova minaccia e per permettere ai suoi genieri di migliorare la rete stradale. Il 12 luglio lanciò un nuovo attacco, stabilendo una testa di ponte oltre il Litsa il giorno successivo, ma il 14 luglio la Flotta del Nord sbarcò di nuovo truppe dietro le linee tedesche, obbligando Dietl ad arrestare l'offensiva.
Il 24 luglio Dietl si incontrò con von Falkenhorst, chiedendo rinforzi; solo dopo molti tentennamenti Hitler autorizzò l'invio della 6ª Divisione da montagna (in quel momento in Grecia) e di due reggimenti di fanteria dislocati in Norvegia. Le incursioni navali sovietiche e britanniche ritardarono l'afflusso dei rinforzi e resero precaria la situazione logistica del Corpo da Montagna "Norvegia". Dopo molti rinvii, Dietl lanciò il suo nuovo attacco l'8 settembre, cogliendo subito qualche successo, ma senza arrivare ad uno sfondamento. La 3ª divisione da montagna interruppe l'avanzata il 16 settembre, e Dietl sospese definitivamente l'offensiva il 21 settembre; l'arrivo in ottobre della 6ª Divisione da montagna non migliorò la situazione tedesca, in quanto la 2ª e 3ª Divisione avevano subito così tante perdite che fu necessario ritirarle dal fronte per riorganizzarle. Respinti alcuni contrattacchi sovietici, le truppe tedesche si posero in posizione difensiva ad appena 50 km da Murmansk.

## L'Operazione Polarfuchs

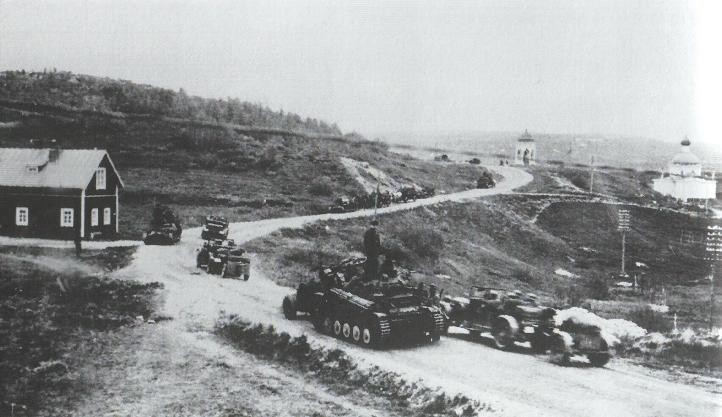
Una colonna motorizzata tedesca, dotata di carri Panzer II, in marcia nei pressi di Kuusamo nel luglio del 1941

Il primo obbiettivo del XXXVI Corpo di Feige era la conquista di Salla, persa dai finlandesi nell'ultima guerra. Il 1º luglio iniziò l'attacco, con la 169ª Divisione sulla sinistra e la Divisione SS "Nord" sulla destra; quest'ultima divisione, creata originariamente per compiti di polizia in Norvegia e con scarsissima esperienza, fornì una pessima prova, venendo quasi subito arrestata dai reparti sovietici. Il 4 luglio i sovietici lanciarono un contrattacco contro la "Nord", che si sbandò ripiegando in disordine; il contrattacco venne fermato dalle riserve tedesche, ma Feige chiese e ottenne che la "Nord" venisse ritirata dal fronte e sostituita con reparti più efficienti. La 6ª Divisione fanteria finlandese venne trasferita dal III Corpo finlandese al XXXVI Corpo, prendendo il posto della "Nord". Il 6 luglio la 169ª Divisione riprese l'offensiva con l'appoggio dei panzer; la presenza dei carri, obbligati a transitare solo sulle strade, fu più un peso che un aiuto, ma la divisione riuscì a prendere Salla, mentre la 122ª Divisione fucilieri sovietica si ritirava verso est, venendo sostituita sulla linea del fronte dalla 104ª Divisione fucilieri. Manovrando la 169ª Divisione sulla sinistra e la 6ª Divisione finlandese sulla destra, Feige riuscì ad accerchiare la 104ª e la 122ª Divisione presso Kayrala, ma il 22 agosto i sovietici riuscirono a rompere l'accerchiamento, abbandonando però tutti i carri e l'armamento pesante. La 169ª Divisione e la 6ª finlandese proseguirono l'attacco senza i panzer (troppo pesanti per le strade della regione), conquistando la città di Allakurtii il 1º settembre; le truppe sovietiche si ritirarono oltre il fiume Voytayoki, dove stabilirono una solida linea difensiva.
Anche in questo caso, Feige fu costretto a sospendere l'attacco per via delle forti perdite subite e della pessima situazione logistica; i panzer erano inutilizzabili per via del terreno, e l'appoggio aereo era inefficiente per via delle condizioni meteo, in rapido peggioramento. Feige rinviò di volta in volta la ripresa dell'offensiva, limitandosi ad inviare reparti della "Nord" in appoggio al III Corpo finlandese, che aveva ottenuto buoni risultati con un'offensiva in direzione di Kasten'ga; l'arrivo di rinforzi per i sovietici (l'88ª Divisione fucilieri) bloccò però anche questo attacco sul finire di agosto. La direttiva del Führer del 22 settembre stabilì di riprendere l'offensiva verso Kandalakša non appena fosse arrivata in zona la 163ª Divisione fanteria tedesca (in quel momento impiegata in Carelia), ma i ritardi impedirono a Feige di muoversi; una nuova direttiva di Hitler del 10 ottobre cancellò ogni ulteriore attacco, dichiarando che il fronte principale sovietico era ormai al collasso. Unità finlandesi continuarono ad avanzare fino a bloccarsi a 60 km dalla linea ferroviaria, poi entrambe le parti si fermarono stabilendo posizioni difensive.

## Conclusione
La direttiva del Führer del 10 ottobre pose di fatto fine all'operazione. Il terreno impervio, la pessima situazione delle strade e la tenace resistenza sovietica avevano portato al sostanziale fallimento dell'operazione; il porto di Murmansk, nonostante numerosi raid aerei tedeschi, rimase operativo per tutta la guerra, divenendo una delle principali vie di rifornimento per gli aiuti degli Alleati all'Unione Sovietica (in base alla Legge Affitti e prestiti).
Se si escludono alcune piccole offensive sovietiche nel 1942, il fronte tedesco in Lapponia rimase sostanzialmente immutato fino alla resa della Finlandia il 19 settembre 1944, quando le truppe tedesche ripiegarono in Norvegia.